# Woodrow Wilson
Thomas Woodrow Wilson (28. prosinca 1856. – 3. veljače 1924.), američki povjesničar, publicist i političar, 28. predsjednik SAD-a koji je potakao stvaranje Lige naroda, preteče Ujedinjenih naroda.

## Rani život i karijera
Thomas Woodrow Wilson rodio se 28. prosinca 1856. godine kao sin vlč. dr. Josepha Ruggersa Wilsona i Janet Woodrow. Roditelji su mu se početkom 1850-ih godina doselili iz Ohia u Virginiju te prihvatili južnjački način života. Wilsonovi su držali robove, a nakon izbijanja građanskog rata podržavali Konfederaciju. Wilsonov otac, inače prezbiterijanski svećenik, je služio kao kapelan u južnjačkoj vojsci, a Wilson će često spominjati kako mu je najsretniji dan u životu bio kada se sreo oči u oči sa slavnim južnjačkim generalom Leejem.
Nakon rata je Wilsonov otac služio u Georgiji i Južnoj Karolini. Mladi Wilson je 1870-ih godina upisao Davidson College, ali se poslije preselio na Princeton gdje je diplomirao 1879. godine. Nakon toga je diplomirao pravo na Sveučilištu Virginije i kraće vrijeme se bavio advokaturom. Ipak, Wilsona je od prava daleko više zanimala politika, ali ne u praksi, nego kao znanost. Stoga se upisao na novootvoreni Sveučilište Johns Hopkins gdje je upisao studij političkih znanosti.
Wilson je diplomirao 1886. godine, a njegov diplomski rad je poslije izdan kao knjiga Congressional Government (Kongresna vlada) te izazvao veliku pozornost javnosti. U njemu je na temelju pažljivog proučavanja američkog političkog sistema, kojim su u poratnom periodu prevladavali korumpirani republikanski Kongres i neefikasna izvršna vlast, došao do zaključka da se tadašnji Ustav Sjedinjenih Američkih Država s trodiobom vlasti mora ukinuti i zamijeniti novim kroz koji bi se u SAD uveo parlamentarni sustav nalik na onaj u Velikoj Britaniji.
Iako američki političari nisu prihvatili ta stajališta, i iako ih je i sam Wilson poslije revidirao, ta je knjiga učinila Wilsona jednim od najpoznatijih i najutjecajnijih intelektualaca svog doba. Wilson je postao predavač na Bryn Mawr koledžu, te Sveučilište Wesleyan, da bi 1890. godine postao profesor prava i političke ekonomije na Princetonu.
Wilsonov ugled je rastao sve dok 1902. godine nije postao predsjednikom Sveučilišta. To je iskoristio kao priliku da neke od svojih reformatorskih ideja primijeni u praksi. Zamislio je sveučilište kao "demokratsku državu" i poduzeo niz reformi u cilju autonomije fakulteta, povećanja broja i kvalitete nastavnika, te pooštrenja akademskih kriterija. Zbog toga je s vremenom došao u sukob s dekanom Andrewom Flemingom Westom i bivšim predsjednikom SAD-a, a sada članom uprave, Groverom Clevelandom.
Iscrpljen tim sukobom, Wilson je prihvatio ponudu Demokratske stranke da se po prvi put okuša kao političar. Kao zagovornik institucionalnih reformi se kandidirao za guvernera New Jerseyja te je izabran 1910. godine.
Na tom položaju je pokazao bliskost stavovima Williama Jenningsa Bryana, karizmatskog vođe populističke frakcije u Demokratskoj stranci. Njihovo savezništvo je 1912. godine na demokratskoj konvenciji rezultiralo nominacijom Wilsona kao predsjedničkog kandidata. Wilson je na izborima vrlo dobro iskoristio raskol među republikancima i podjelu njihovih glasova na tadašnjeg predsjednika Tafta i bivšeg predsjednika Roosevelta. S 42 % glasova Wilson je glatko izabran za predsjednika. Time je postao prvi južnjak izabran na tu funkciju nakon građanskog rata.

## Wilsonovo predsjedništvo
Wilsonova administracija je u sferi politike predstavljala kontinuitet s politikom dvojice svojih prethodnika. Zakoni protiv trustova su pooštreni, te je osnovana Federalna trgovinska komisija (FTC) kao novo regulatorno tijelo s još većim regulatornim ovlastima. Još je važnija bila dotada najveća reforma bankarskog sistema, kojim je stvoren američkih Federalnih rezervi, te tako vlada dobila još veću kontrolu nad monetarnom i financijskom politikom.
Wilsonovo predsjedništvo je ipak daleko više obilježilo izbijanje prvog svjetskog rata. SAD su proglasile neutralnost, a mišljenje javnosti o ratu bilo je podijeljeno. Najveći dio je htio da se zadrži neutralnost; nešto manji dio je, zgrožen njemačkim gaženjem neutralnosti Belgije, htio da se SAD priključe Antanti; irski i njemački imigranti i njihovi potomci su, pak, htjeli da SAD stupe u rat na strani Središnjih sila.
Wilson se, pak, držao neutralnosti, iako je rat i pitanje nacionalne sigurnosti poslužio kao izgovor za okupaciju Haitija, kupnju Djevičanskih otoka od Danske, te vojne intervencije u Meksiku i Nikaragvi. Wilson je istodobno odbio pozive da američku vojsku ozbiljnije pripremi za sukob, držeći da bi same pripreme mogle izazvati nepotrebni rat.
S druge strane je antipatija prema Njemačkoj rasla u američkoj javnosti, dijelom i zbog neograničenog podmorničkog rata, te potapanja putničkog broda RMS Lusitania gdje je poginuo veliki broj američkih državljana. To su na predsjedničkim izborima 1916. godine nastojali iskoristiti republikanci i njihov kandidat Charles Evans Hughes. Međutim, Wilson je prije toga uspio od Nijemaca ishoditi prekid neograničenog podmorničkog rata te tako sebi omogućiti tijesnu izbornu pobjedu.
Početkom sljedeće godine Njemačka je ponovno proglasila neograničeni podmornički rat, a u američkom tisku uskoro se pojavio Zimmermanov telegram u kojem Njemačka nudi Meksiku savez i povrat teritorija izgubljenih u meksičko-američkom ratu kao nagradu za objavu rata SAD. Wilson je, suočen s otvorenim neprijateljstvom Njemačke, stavljen pred gotov čin te je 1. travnja 1917. godine zatražio objavu rata Centralnim silama. 
Američka javnost je na to reagirala izljevima šovinističke histerije, ispočetka usmjerene prema njemačkim imigrantima i njihovim potomcima, a zatim i prema socijalistima i pacifistima. Wilsonova administracija je tome dala svoj doprinos zakonima koji su ograničili slobodu izražavanja, te stvaranjem Komiteta za javne informacije - prvim federalnim tijelom organiziranim u svrhu propagande. SAD su također uvele regrutaciju i mobilizirale veliku vojsku. Međutim, trebat će proći najmanje godinu dana prije nego što se ekspedicijski korpus pod generalom Johnom C. Pershingom dovoljno obuči kako bi mogao aktivnije sudjelovati u borbama na zapadnoj bojišnici (fronti).
Ulazak SAD-a u rat je ipak dao snažan propagandni poticaj Antanti. Wilson je, nastojeći opravdati odluku da se pogaze predizborna obećanja i uđe u rat, toj odluci dao ideološko objašnjenje. Opisavši rat kao podrivanje temelja zapadne civilizacije, odnosno kao plod "despotskih" režima Starog svijeta, Wilson je držao da SAD imaju moralnu dužnost stari poredak temeljen na tajnoj diplomaciji velikih sila zamijeniti transparentnim sistemom temeljenom na ravnopravnim državama, odnosno modeliranom prema američkoj demokraciji. Time bi se spriječili svi budući ratovi, odnosno prvi svjetski rat učinilo "ratom koji će prekinuti sve ratove". Wilson je početkom 1918. godine te stavove iznio u programu zvanom 14 točaka, u kome se prvi put spomenulo pravo na samoodređenje naroda. 
Wilson je iz ideoloških razloga bio prilično zadovoljan s februarskom revolucijom, isto kao i prilično razočaran s oktobarskom revolucijom, koja je u Rusiji srušila kratkotrajnu demokratsku vladu. Zbog toga je još krajem 1917. godine počeo podupirati kontrarevolucionare u građanskom ratu, a na sjever Rusije i u Vladivostok su poslani ekspedicijski korpusi. U samom SAD se to odrazilo kao antikomunistička histerija te niz represivnih mjera usmjerenih prema komunistima, socijalistima i anarhistima.
Nakon završetka rata Wilson je kao prvi američki predsjednik u povijesti službeno doputovao u Europu kako bi sudjelovao u radu versajske mirovne konferencija. Wilson je tada bio najpopularniji svjetski vođa - javnost ratom iscrpljenih zemalja Antante ga je držala spasiteljem, a 14 točaka učinili su ga herojem novostvorenih nacionalnih država na istoku Europe. Tako je Bratislava u Čehoslovačkoj u to doba promijenila ime u Wilsonovo mjesto (slovački Wilsonov grad). 
Wilson je sav svoj autoritet i energiju uložio u stvaranje što boljeg mirovnog ugovora. Inzistirao je da on sadrži odredbe o stvaranju Lige naroda - organizacije koja bi u budućnosti morala jamčiti svjetski mir. Versajski ugovor je tako donesen 1919. godine. Iste godine dobio je i Nobelovu nagradu za mir.
Međutim, u samim SAD je Wilson nije uživao tako veliku popularnost, pa su 1918. godine na izborima većinu u Senatu stekli republikanci. Američka javnost je s prestankom rata izgubila interes za međunarodnu politiku, pogotovo kada je, kao u slučaju Wilsona, ona bila motivirana apstraktnim idealima. Senat je odbio ratificirati Versajski ugovor i SAD nije postala članicom Lige naroda.
Wilson je 2. listopada 1919. godine doživio teški moždani udar, nakon koga je ostao potpuno uzet. Njegova je supruga Edith Wilson odlučila to sakriti od javnosti i u tome do kraja mandata uspjela, postavši de facto predsjednica SAD-a.

## Zadnje godine i smrt
Wilson se nakon izlaska iz Bijele kuće povukao iz javnosti i umro tri godine kasnije, 3. veljače 1924. godine.

## Vanjske poveznice
- Official White House biography  Arhivirana inačica izvorne stranice od 4. svibnja 2006. (Wayback Machine)
- Woodrow Wilson Biography  Arhivirana inačica izvorne stranice od 4. travnja 2006. (Wayback Machine)
- Library of Congress: "Today in History: December 28"
- Library of Congress: "Today in History: June 9"

## Drugi projekti
|  | Zajednički poslužitelj ima stranicu o temi Woodrow Wilson   |
|  | Wikizvor ima izvorna djela autora: Woodrow Wilson           |
|  | Wikicitati imaju zbirke citata o temi Thomas Woodrow Wilson |